# Piper discriminatum
Piper discriminatum är en pepparväxtart som beskrevs av Trel. & Yunck.. Piper discriminatum ingår i släktet Piper och familjen pepparväxter. Inga underarter finns listade i Catalogue of Life.